# Sumangala furcata
Sumangala furcata är en insektsart som beskrevs av Bernhard Zelazny 1981. Sumangala furcata ingår i släktet Sumangala och familjen Derbidae. Inga underarter finns listade i Catalogue of Life.